# 豫豐花園

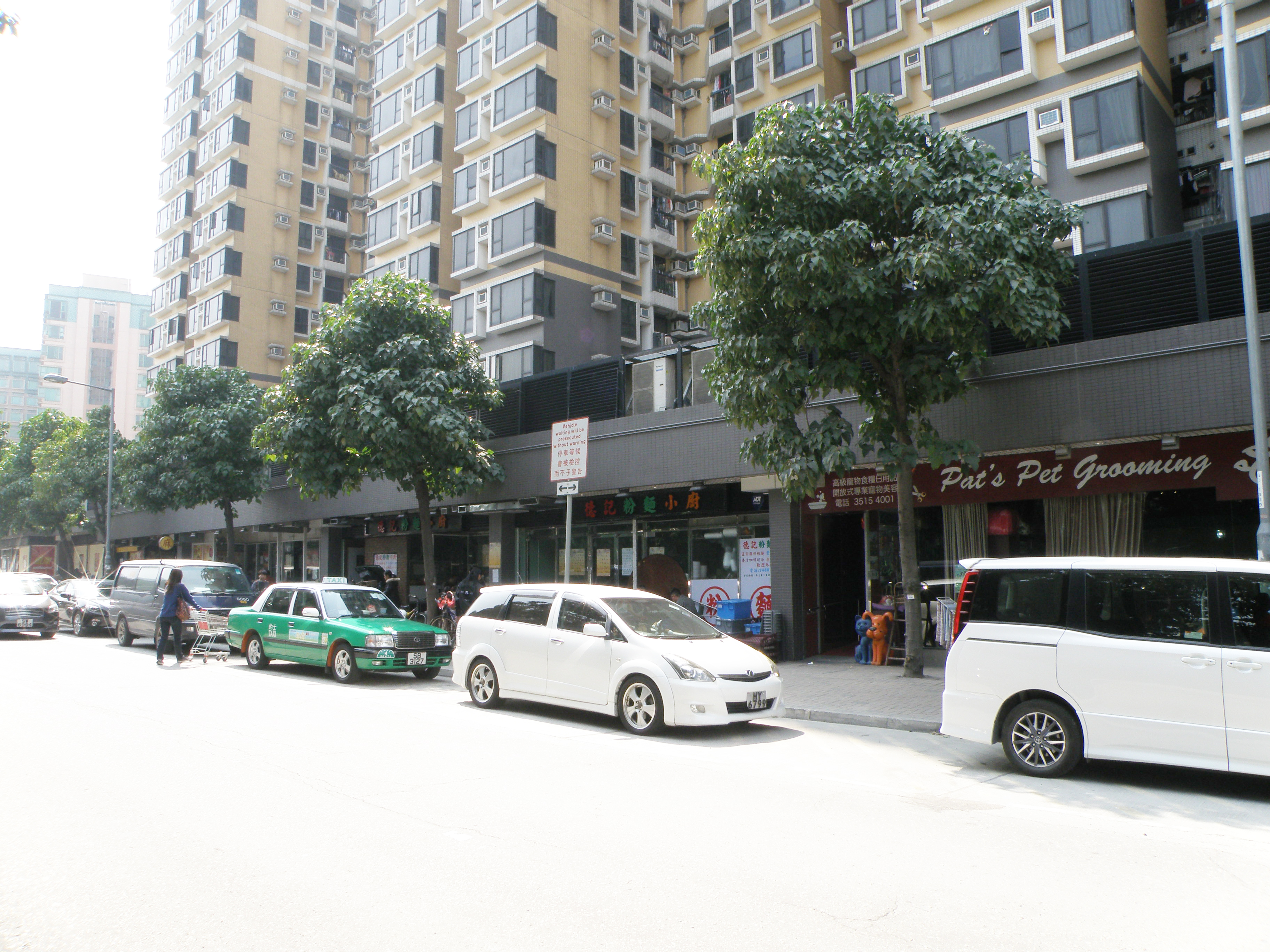
豫豐花園商舖

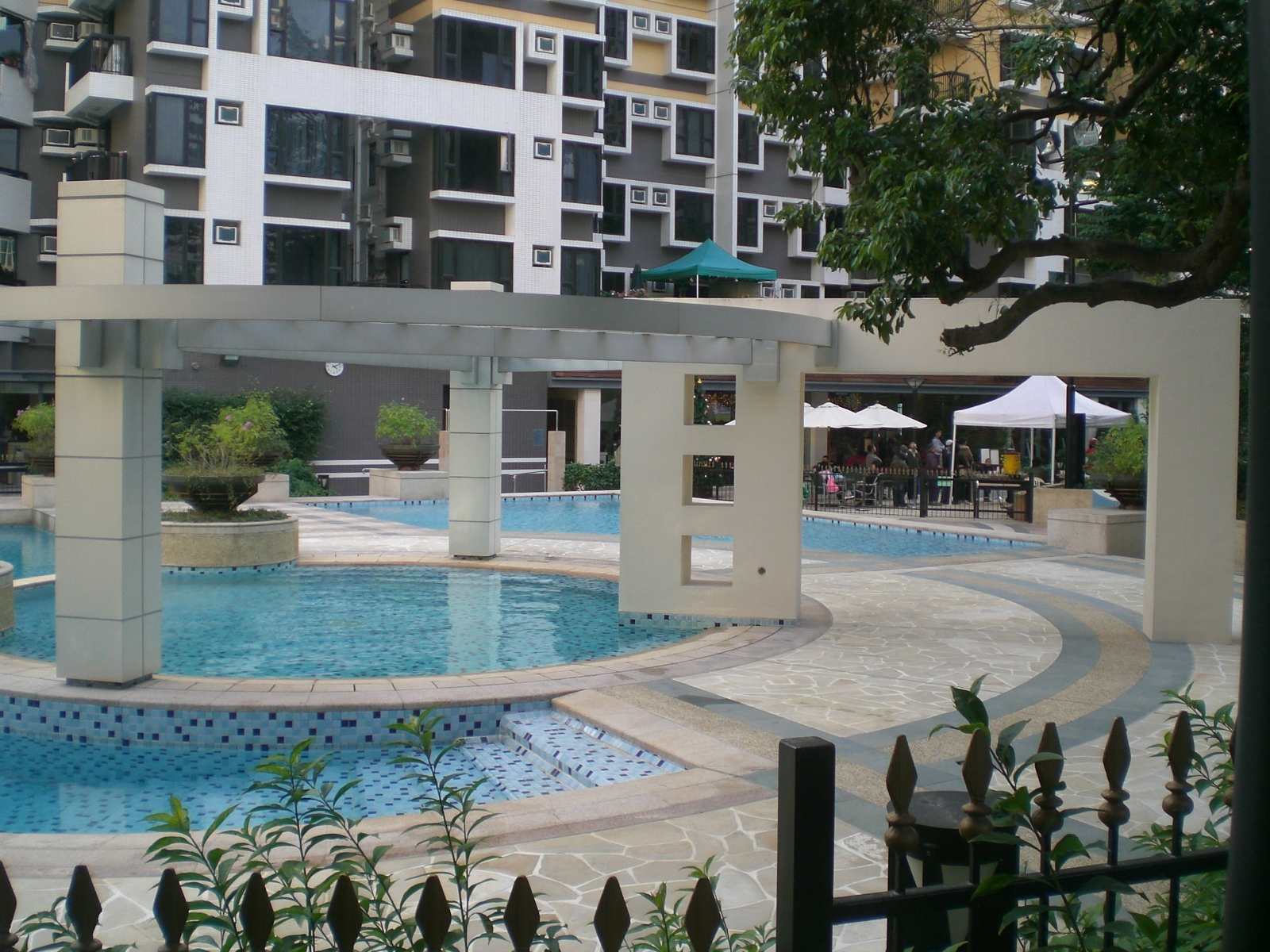
豫豐花園泳池

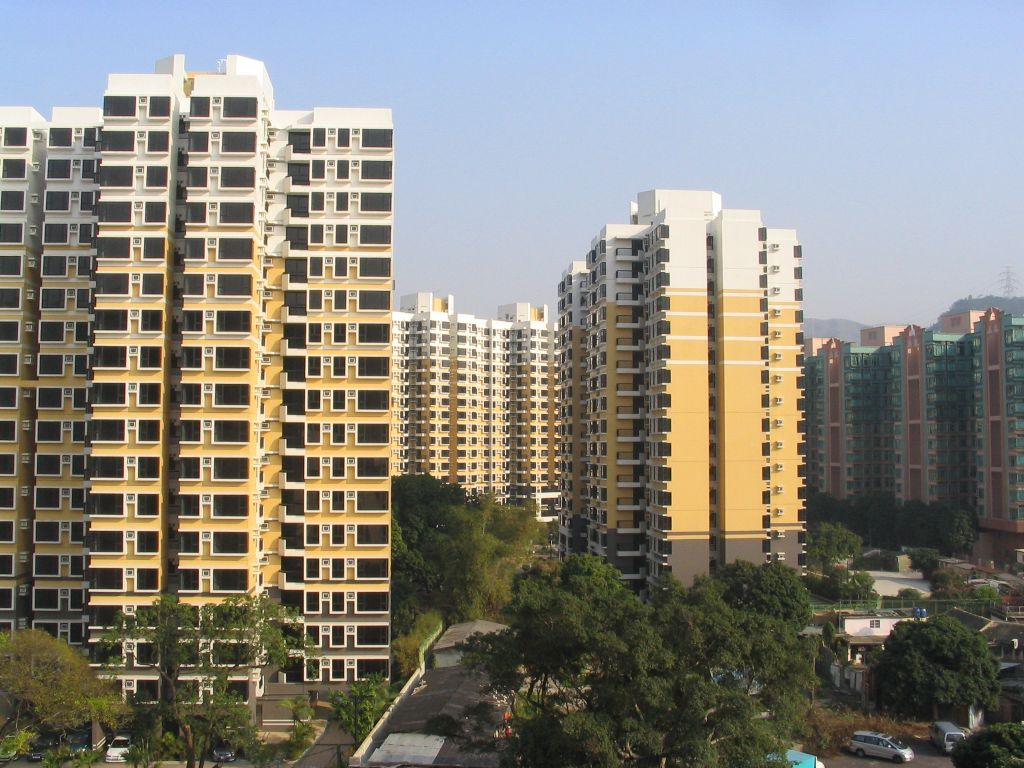
豫豐花園其中四座

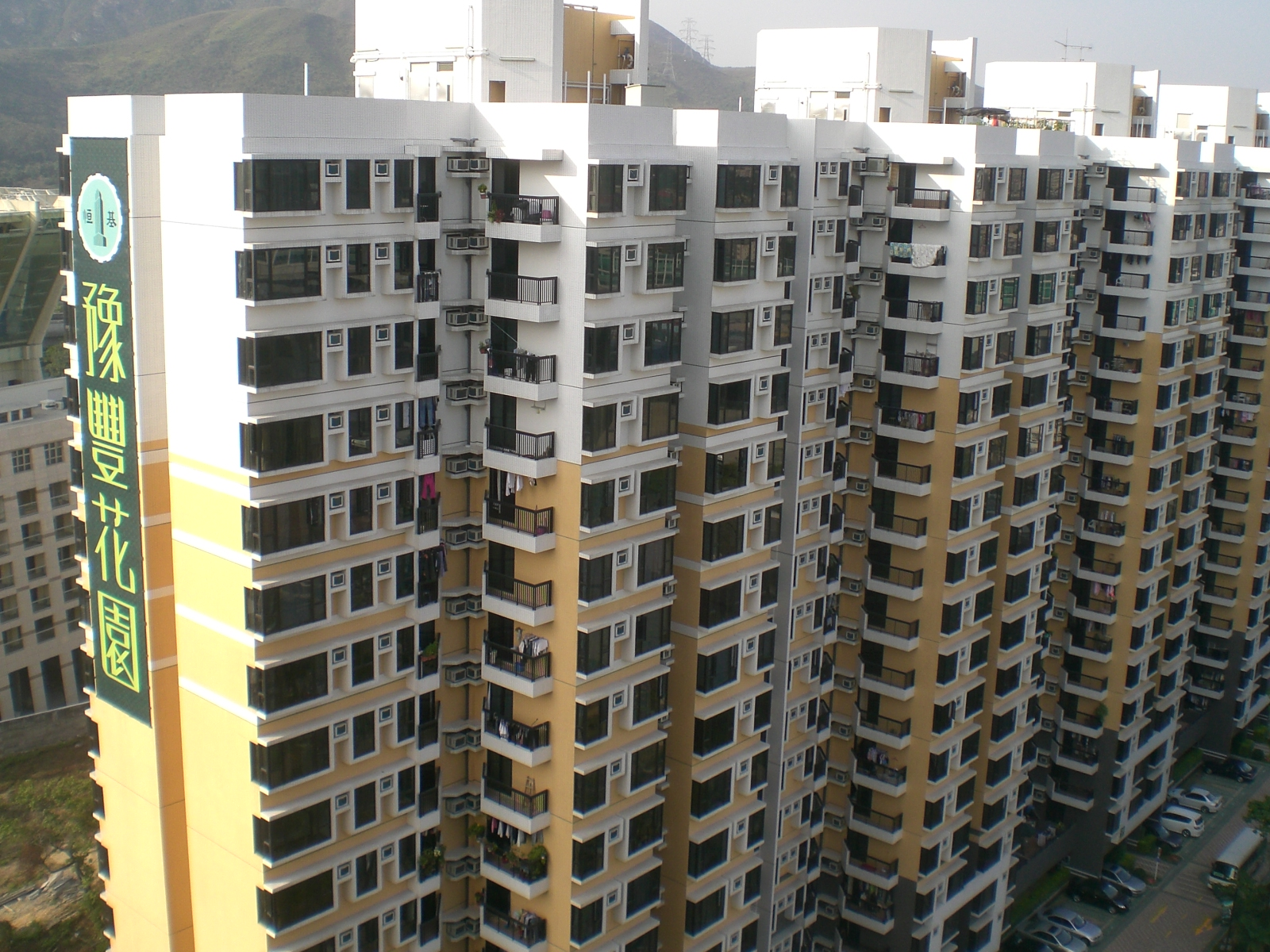
豫豐花園其中三座

豫豐花園（英語：The Sherwood，前稱悠然自居）是香港新界屯門區藍地的一個私人住宅屋苑，由恒基兆業地產發展，共12座，由蔣匡文建築師事務所設計，於2006年10月入伙，住宅單位1576個，建築面積由450至900 sq ft（42至84 m2）不等，住客會所提供35米戶外游泳池、健身室、水療按摩中心。屋苑的前身是早於1937年已建成的藍地李苑和附近的養花場和養雞場。
豫豐花園雖沒有大型商場，但設有多間商鋪，包括惠康超級市場、7-11便利店、餐廳、寵物用品店、洗衣舖等等，而藍地大街更有多間茶餐廳、士多、小食店、酒樓、西餐廳、街市等，9至13座對開是大利巴士車廠。泳池、兒童遊戲室及停車場等，發展商亦為豫豐花園之住客提供之另一私人會所Club Fiest，但已關閉。

## 意外
2021年6月4日下午3時許，會所泳池內一名69歲女子游水時懷疑遇溺，昏迷不醒，會所職員報警求助。女事主由救生員救起，昏迷由救護車送往屯門醫院搶救，一度瀕臨死亡，經醫護人員搶救後恢復清醒。

## 鄰近
- 青山公路（藍地段）
- 屯門新村
- 綠怡居
- 后海灣幹線
- 藍地大街
- 妙法寺

## 附近食店
- 農家菜館（已結業）
- 嘉爵酒樓
- 季季紅
- 葵記茶餐廳
- 肥仔發燒臘食坊（已結業）
- 合利（洪記）茶餐廳
- Lam Tei Grill
- 楠苑茶餐廳（已結業）
- Sun Light Cafe
- 店小二茶餐廳（已結業）
- 藍地冰室
- 意料之外
- 小豆丁